# Georg Krauss (lelkész)
Georg Krauss (Segesvár, 1650 – 1712. augusztus 5.) ágostai evangélikus szuperintendens és berethalmi lelkész.
Akadémiai pályáját 1668 körül Pozsonyban kezdte; 1669-ben a Lipcsei Egyetem hallgatója volt. 1678-ban segesdi lelkész lett; 1684-ben a segesváriak választották meg lelkészüknek, 1711. január 19. szuperintendensnek. 
Erdély történetére vonatkozó iratai családja körében elkallódtak.

## Munkája
Hagar Sarae, hoc est, Philosophia prima Theologia ancilla se se submittens, quae partem Metaphysicae generalem, sectione exegetica brevi praemissa, porismaticam exhibet, principiorum omnium et singulorum theologicum usum uberrimum aperiendo, et nefandissimum abusum detegendo. Cuius disputationem praesentem, Praeside Joanne Faustio … solenniter sistit … Argentorati (Strasbourg), 1668